# Ildefonso de Toledo
Ildefonso de Toledo (Toledo, 607-667) fue arzobispo de Toledo del año 657 al 667 y es uno de los padres de la Iglesia.

## Vida
Para reconstruir su biografía, además de los datos contenidos en sus obras, disponemos principalmente del Beati Ildephonsi Elogium de san Julián de Toledo, contemporáneo suyo y segundo sucesor en la sede toledana, escrita como apéndice al De viris illustribus (PL 96,43-44). La Vita vel gesta S. Ildephonsi sedis toletanae episcopi, atribuida a Cixila, obispo de Toledo ca. 774-783 (PL 96,44-88; Flórez, V,501-520), donde se mencionan por primera vez los milagros de su vida y la Vita Ildephonsi archiepiscopi toletani de fray Rodrigo Manuel Cerratense, siglo XIII (Flórez V, 521-525), añaden al Elogium tradiciones posteriores con tinte legendario.
Nacido entre los años 606 o 607, durante el reinado de Witerico en Toledo, de estirpe germánica, era miembro de una de las distintas familias regias visigodas. Según una tradición que recoge Nicolás Antonio (Bibliotheca hispana vetus, PL 96,11), fue sobrino del obispo de Toledo san Eugenio III, quien comenzó su educación. Por el estilo de sus escritos y por los juicios emitidos en su De viris illustribus sobre los personajes que menciona, se deduce que recibió una brillante formación literaria. Según su propio testimonio fue ordenado de diácono (ca. 632-633) por Eladio, obispo de Toledo (De vir. ill. 7: PL 96,202). En un pasaje interpolado del Elogium, se dice que siendo aún muy niño, ingresó en el monasterio de Agali o agaliense, en los arrabales de Toledo, contra la voluntad de sus padres. Más adelante se afirma que «se deleitaba con la vida de los monjes», frase que debe interpretarse siguiendo a Flórez (V,276) en el sentido de que desde niño se inclinó al estado religioso. Ildefonso estuvo muy vinculado a este monasterio, como él mismo recuerda al hablar de Eladio, y como se deduce del De vir. ill. con el que pretende exaltar la sede toledana y quizá mostrar el papel privilegiado que correspondía al monasterio agaliense. Estando ya en el monasterio, funda un convento de religiosas dotándolo con los bienes que hereda, y en fecha desconocida (650?), es elegido abad. Firma entre los abades en los Concilios VIII y IX de Toledo, pero no se encuentra su firma, en cambio, en el X (656). Muerto el obispo Eugenio III es elegido obispo de Toledo el año 657, y según el Elogium, fue obligado a ocupar su sede por el rey Recesvinto. En la correspondencia mantenida con Quirico, obispo de Barcelona, se lamenta de las dificultades de su época. A ellas atribuye el Elogium que dejase incompletos algunos escritos. Muere el 667, y fue sepultado en la iglesia de Santa Leocadia de Toledo, y posteriormente trasladado a Zamora.

## Milagro del encuentro con la Virgen

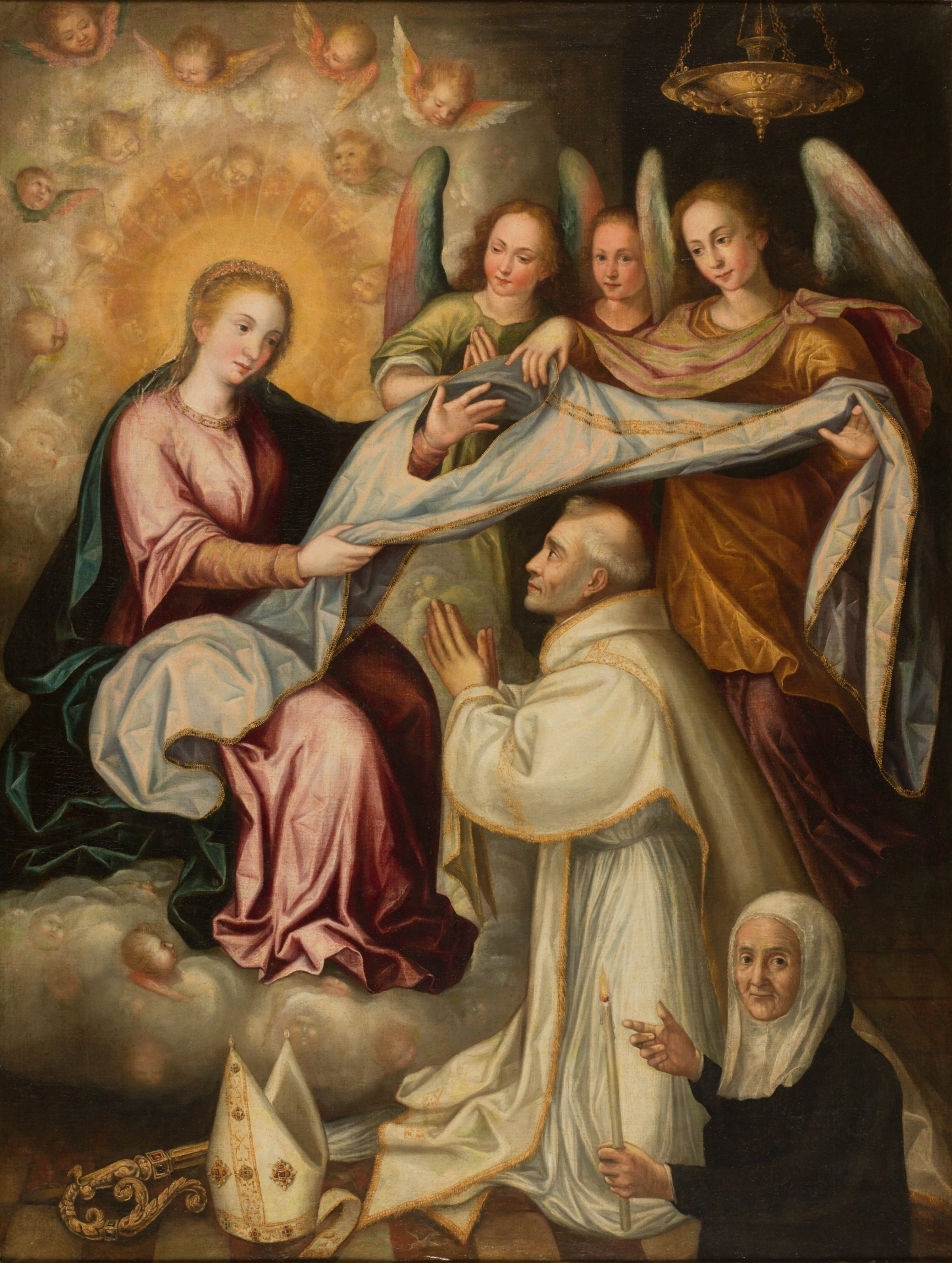
Imposición de la casulla a San Ildefonso, por Juan Pantoja de la Cruz (1603, Museo del Prado).

La noche del 18 de diciembre de 665, san Ildefonso, junto con sus clérigos y algunos otros fueron a la iglesia para cantar himnos en honor a la Virgen María. Encontraron la capilla brillando con una luz tan deslumbrante que sintieron temor. Todos huyeron excepto Ildefonso y sus dos diáconos. Estos entraron y se acercaron al altar. Ante ellos se encontraba la Virgen María sentada en la silla del obispo, rodeada por una compañía de vírgenes que entonaban cantos celestiales. María hizo una seña con la cabeza para que se acercara. Ildefonso obedeció, la Virgen fijó sus ojos sobre él y dijo: 
"Tú eres mi capellán y fiel notario. Recibe esta casulla la cual mi Hijo te envía de su tesorería." 
Habiendo dicho esto, la Virgen misma lo invistió, y le dio instrucciones de usarla solamente en los días festivos designados en su honor.
Esta aparición y la casulla resultarán en que un concilio de Toledo ordenó un día de fiesta especial para perpetuar su memoria. El suceso aparece documentado hasta un siglo después en el Acta Sanctorum (1658) como El Descendimiento de la Santísima Virgen y de su Aparición. El siglo VI fue importante para el origen del culto mariano. En el décimo concilio de Toledo, en 656, tiene su origen la primera fiesta a la Virgen en Hispania. Ildefonso escribió un tratado sobre “La virginidad perpetua de santa María”. Cuando el papa Juan VII, que regentó la Iglesia de 705 a 707, el culto mariano se tornó popular entre los católicos. La importancia que adquiere este hecho sucedido en plena Hispania Gothorum ha sido muy grande para Toledo y su catedral. Los árabes, durante la dominación musulmana, al convertirse la basílica cristiana en mezquita, respetaron escrupulosamente este lugar y la piedra allí situada porque se trataba de un espacio sagrado relacionado con la Virgen María a quien se venera en el Corán. En la catedral los peregrinos pueden aún venerar la piedra en que la Virgen Santísima puso sus pies cuando se le apareció a san Ildefonso.

## Obras
De las reseñadas en el Elogium se conservan las siguientes:
- Sobre la virginidad perpetua de Santa María contra tres infieles (De virginitate Sanctae Mariae contra tres infideles), su obra principal y más estimada, de estilo muy cuidado y llena de entusiasmo y devoción marianos (fue llamado el Capellán de la Virgen en la comedia que, con ese mismo título, escribió Lope de Vega). Los tres herejes a que se refiere son Joviniano y Helvidio, refutados ya por San Jerónimo, y un judío anónimo. Esto da pie a pensar que intenta refutar a algunos de su época, que, quizá por influencia judía, resucitaban los mismos errores. Consta de una oración inicial y de 12 capítulos. En el primero defiende contra Joviniano la virginidad de María en la concepción y en el parto; en el segundo mantiene contra Elvidio que María fue siempre virgen; a partir del tercero muestra que Jesucristo es Dios y la integridad perpetua de María. Depende estrechamente de San Agustín y San Isidoro, y constituye el punto de arranque de la teología mariana en España. Fue traducida por el Arcipreste de Talavera.

- Comentario sobre el conocimiento del bautismo (como reseña San Julián) o Anotaciones sobre el conocimiento del bautismo (Liber de cognitione baptismi unus), descubierto por E. Baluze y publicado en el libro VI de su Miscelánea (París 1738). Es de sumo interés para la historia del bautismo en España. Escrito con finalidad pastoral, expone al pueblo sencillo la doctrina de la Tradición sobre este sacramento. Dividido en 142 capítulos, en los 13 primeros trata de la creación del hombre y de la caída original; en los cap. 14-16, del bautismo de Juan y del bautismo de Cristo, afirmando que solo el último perdona los pecados; en 17-35, expone cómo se ha de recibir el bautismo y explica las ceremonias; en 36-95, explica el Credo niceno, que ha de aprenderse de memoria (es un valioso documento para el estudio de la historia del Símbolo en España); en 9.6-131, vuelve sobre las ceremonias bautismales; en 131-137, explica el Padrenuestro; en 138-140 trata de la Comunión, y en 141-142 explica la liturgia del lunes y martes de Pascua como coronación de las ceremonias de la iniciación cristiana. Las fuentes principales son: las Enarrationes in psalmos de San Agustín, las Moralia de San Gregorio Magno y las Etimologías de San Isidoro.

- Sobre el progreso del desierto espiritual (De progressu spiritualis deserti), prolongación de la obra precedente. Tras el bautismo, simbolizado por el paso del mar Rojo, el alma camina por el Evangelio, como los israelitas por el desierto. Utiliza excesivamente la alegoría.

- Sobre los varones ilustres (De viris illustribus), continuación del de San Isidoro. A diferencia de este, enumera no solo a escritores, sino a eclesiásticos ilustres por su santidad o dotes de gobierno. De los 13 personajes que en ella figuran, 7 son toledanos. En cambio, autores tan importantes como Braulio de Zaragoza o Isidoro de Sevilla, son apenas destacados. En el estilo y noticias depende de San Jerónimo, San Genadio, y San Isidoro. Aunque no está reseñada esta obra en el Elogium, dada la atribución manuscrita que se la atribuye unánimemente, puede darse por auténtica.

- Finalmente, se conservan dos Cartas dirigidas a Quirico de Barcelona. No se conservan las siguientes: Liber prosopopeiae imbecillitatis propriae, Opusculum de proprietate personarum Patris et Filii et Spiritus Sancti, Opusculum adnotationum actionis propriae, Opusculum adnotationum in sacris. El Elogium habla de misas compuestas por Ildefonso, himnos y sermones; la tradición manuscrita le atribuye algunos, que la mayor parte de los críticos toman como apócrifos.

## Doctrina
El Elogium dice de Ildefonso que fue notable por su elocuencia. Muy enraizado en la tradición patrística, su esfuerzo principal estriba en dar al pueblo en forma asequible «la doctrina de los antiguos». Su teología es fundamentalmente mariana y sacramentaria. Merece destacarse la claridad con que afirma su fe en el parto virginal: «No quiero que alegues que la pureza de nuestra Virgen ha sido corrompida en el parto... no quiero que rompas su virginidad por la salida del que nace, no quiero que a la Virgen la prives del título de madre, no quiero que a la madre la prives de la plenitud de la gloria virginal» (Sobre la virg., cap. I), y la insistencia con que la proclama Madre de todos los hombres. En la doctrina sacramentaria, recomienda la comunión diaria («Pedimos en esta oración del padrenuestro que este pan, el mismo Cristo, se nos dé cada día», Anot., cap. 136), defiende que el bautismo administrado por los herejes es válido y no debe iterarse (ib. 121), y que no es válido, en cambio, si se omite en la fórmula alguna de las tres divinas Personas. El bautismo solo pueden conferirlo los sacerdotes, excepto en los casos de grave necesidad (ib. 115). Después habla de la Confirmación, relacionándola con el sacerdocio de los fieles: «Puesto que somos raza de elección y sacerdocio real, somos ungidos después del bautismo del agua con el crisma» (ib. 123) y de la infusión del Espíritu por la imposición de las manos (ib. 128).

## Las posibles aportaciones ildefonsianas a la Liturgia Hispana
- La fiesta de Santa María: En un contexto de afianzamiento de la fe católica frente a un arrianismo que no terminaba de superarse del todo, particularmente en algunos ambientes visigodos relacionados tal vez económica y organizativamente con grupos judíos, se perfila una remodelación del antiguo calendario que permita un contexto más favorable para celebrar el misterio de la Encarnación del Verbo a la celebración de la maternidad virginal de María. El arrianismo caló fuertemente en los visigodos, no por convicción, sino por la sintonía de este con las concepciones religiosas bastante simples de un pueblo guerrero y no muy dado a la distinción sutil. El abad Ildefonso fue el autor del canon 1º del X Concilio de Toledo (656), que fija la fiesta de la Encarnación (25 de marzo) o de Santa María en la fecha adventicia del 18 de diciembre, a ocho días de la Navidad (25 de diciembre). A él también se le atribuyen la Misa y el Oficio de esta fiesta así como algunos posibles retoques en la Misa de Navidad.
- Alusiones a la Virgen María en otros lugares de la liturgia: En España a Santa María, la Madre del Señor, se la conoce como “la Virgen”, tal y como en Francia es “Nuestra Señora” o en Italia “la Señora”. Esto se debe a San Ildefonso y a cómo caló en el pueblo cristiano su teología.

Con todo esto se puede percibir hasta qué punto el siglo de Ildefonso (589-711) es un siglo apasionante en la vida de la Iglesia española y que se refleja fuertemente en su impronta sobre la Liturgia, la Teología y la Espiritualidad.

## Patronazgos
Su fiesta se celebra el 23 de enero.

### España

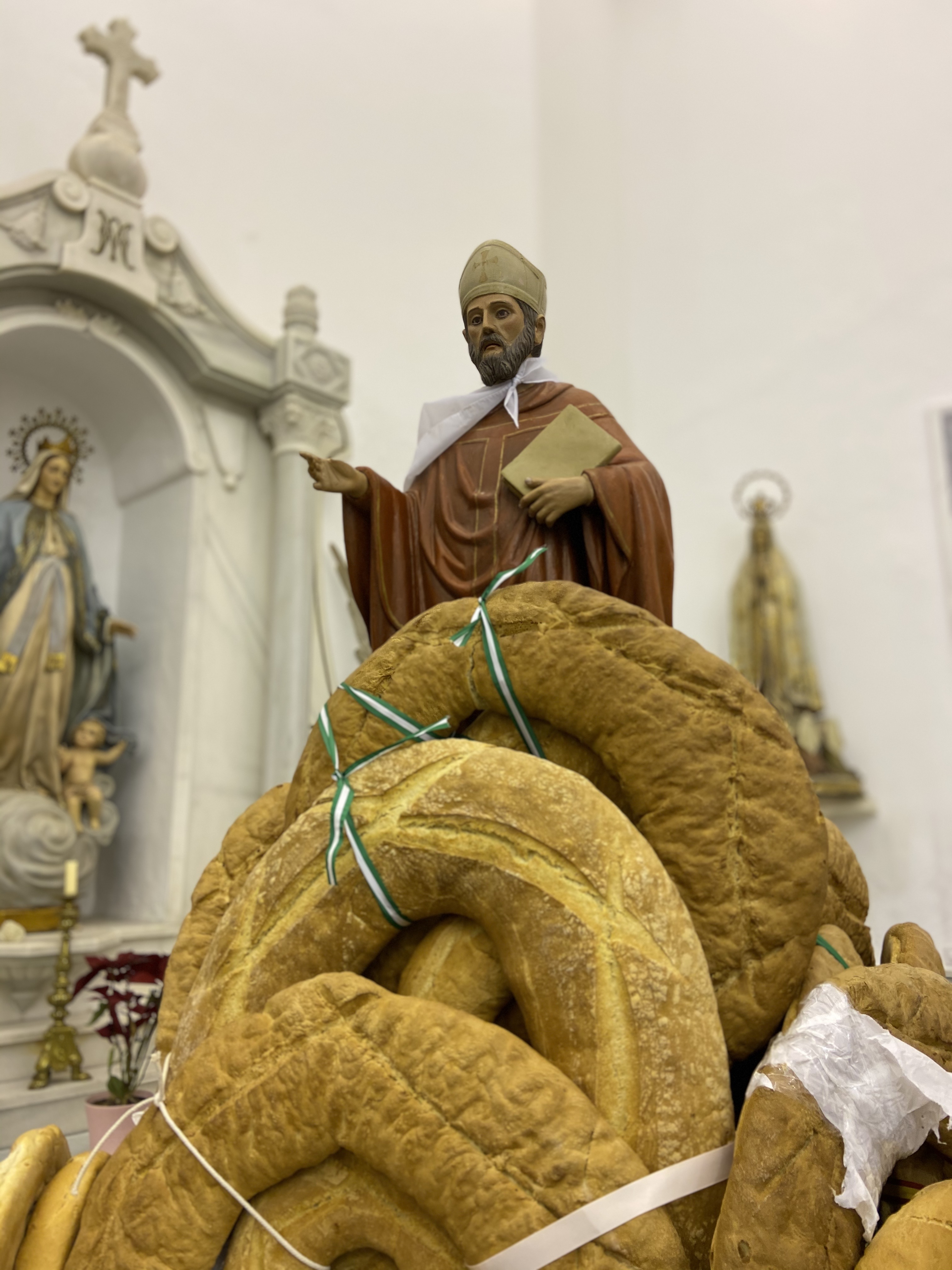
Imagen de San Ildefonso en Olula del Río, celebrando sus fiestas el 23 de enero, lleno de roscas de pan.

PATRONO DE TOLEDO. Es patrón de la ciudad de Toledo y de Herreruela de Oropesa, en la misma provincia, donde sus fiestas se celebran cada año con bastante fervor. La celebración está documentada en esta población desde el siglo XVII. 
PATRONO DE OLULA DEL RÍO. En la localidad de Olula del Río (Almería) es patrón, junto a San Sebastián, donde se celebra la noche del 22 de enero una tradicional fiesta de fuego, en la que se encienden multitud de hogueras y con el lanzamiento de miles de carretillas (cohetes borrachos sin detonante); el día 23 de enero se saca en procesión, y los habitantes lanzan  roscos de pan al paso del santo desde los balcones, ventanas y azoteas durante la procesión. 
PATRONO DE MAIRENA DEL ALJARAFE. Es el santo patrón de la ciudad de Mairena del Aljarafe en la provincia de Sevilla.
PATRONO DE PELIGROS. Patrón de Peligros (Granada) lugar que fue repoblado por toledanos.
PATRONO DE ZAMORA. Es Patrón de Zamora en cuya iglesia de San Pedro y San Ildefonso reposan sus restos, donde son custodiados por la Real Cofradía de Caballeros Cubicularios de Zamora y homenajeados anualmente por Ciudadanos Zamoranos CC.ZZ., Zamoranos por Zamora ZZxZ y PREPAL.
PATRONO DE CAMPONARAYA. También es patrono de la villa de Camponaraya en la provincia de León. 
PATRONO DE ALBATANA. Es patrono también de la localidad de Albatana, provincia y diócesis de Albacete (España). En Albatana se celebra el día 23 de enero San Ildefonso y el día siguiente, 24 de enero, la Virgen de la Paz con ofrenda de flores y danzas típicas. 
PATRONO DE VILLARALBO DEL VINO. Es patrono también de Villaralbo del Vino, provincia de Zamora.
PATRONO DR COLLADO MEDIANO. Es patrono de Collado Mediano en la sierra de Guadarrama, Comunidad de Madrid.
PATRONO DE LA DIÓCESIS DE MADRID. A partir del nacimiento de la diócesis de Madrid —desgajada de la Primada de Toledo— es patrón de la diócesis matritense.
PATRONO DE LA CISTÉRNIGA. Patrón de La Cistérniga, Valladolid.
PATRONO de la localidad de LA GRANJA DE SAN ILDEFONSO y de su municipio REAL SITIO DE SAN ILDEFONSO, SEGOVIA (CASTILLA Y LEÓN).

### Guatemala
Es patrón del municipio de San Ildefonso Ixtahuacán. Se celebra como "la fiesta de enero". En esta fiesta se hace notar la presencia de los establecimientos educativos, con su participación en los desfiles en las calles principales, para destacar la cultura, lleno de Reinas, folclore y tradiciones, con bandas musicales, convites, presentación de moros, desfile hípico y desfile de carrozas. Se interpreta el símbolo musical guatemalteco, la marimba, acompañada de cohetes de vara.

### Perú
Es patrón del Distrito de Pueblo Nuevo, provincia de Chepén, Se conoce que desde hace muchos siglos es venerado como patrón y protector de este pueblo. Su devoción está siempre unida a que la imagen del Santo Obispo fue encontrada  en una cueva a unos kilómetros de la ciudad,  los misioneros agustinos  la pusieron allí ya que muchos de ellos tenían una devoción personal por el obispo. 
Es patrón del Ciudad de Caraz (Ancash), provincia de Huaylas, Se conoce que desde hace muchos siglos es venerado como patrón y protector de este pueblo. Su devoción está siempre unida a que la imagen del Santo Obispo fue introducida por los misioneros Dominicos en el año de 1954, su festividad se celebra el 23 de enero o el domingo más próximo a esta fecha.
San Ildefonso es también un gran intercesor para las lluvias en épocas de siembra, para el distrito y para todo el valle del Jequetepeque. Su festividad se celebra el último domingo de febrero, puesto que en las fechas de enero se cruza con la fiesta provincial de San Sebastián que se celebra el 20 de enero.